# 몬베쓰군

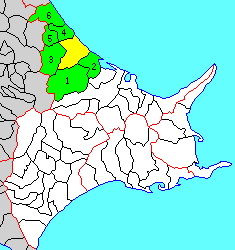
몬베쓰 군의 위치

몬베쓰군(일본어: 紋別郡)은 일본 홋카이도 오호츠크 종합진흥국(구 아바시리 지청)의 군이다.
인구 39,519명、면적 3,912.64km2、인구밀도 10.1명/km2。（2020년 11월 30일、주민기본대장 인구)
이하 5정 1촌으로 구성된다.
- 엔가루정(遠軽町)
- 유베쓰정(湧別町)
- 다키노우에정(滝上町)
- 오콧페정(興部町)
- 오무정(雄武町)
- 니시오콧페촌(西興部村)

## 역사
에도 시대에 몬베쓰 군역은 서 에조치에 속해, 마쓰마에번에 의해 열린 소야 장소에 포함되었으나 이후 새롭게 몬베트 장소가 분립했다. 에도 시대 후기가 되면서 남하정책을 강력하게 진행하는 러시아의 위협에 대비해 몬베쓰 군역은 천령이 되었다. 1869년 몬베쓰 군이 두어져 홋카이도 기타미국에 포함되었다.
- 2005년 10월 1일 - 엔가루 정·마루셋푸 정·이쿠타하라 정·시라타키 촌이 합병해, 엔가루 정이 성립하였다.
- 2009년 10월 5일 - 가미유베쓰 정·유베쓰 정이 합병해 유베쓰 정이 성립하였다.